# Aerobryum speciosum
Aerobryum speciosum là một loài Rêu trong họ Meteoriaceae. Loài này được Dozy & Molk. mô tả khoa học đầu tiên năm 1851.